# The Time of Our Lives
《The Time of Our Lives》는 미국 가수 마일리 사이러스의 첫 번째 EP로, 2009년 8월 28일 할리우드 레코드를 통해 발매되었다. 이 음반은 처음에 미국에서 월마트 독점으로 출시되었다. 대부분의 곡은 존 샹크스가 프로듀싱했으며, 닥터 루크도 일부 제작에 참여했다. 《The Time of Our Lives》는 원래 사이러스가 맥스 아즈리아와 협업한 의류 라인의 출시와 함께 공개될 예정이었던 음반이었다. 사이러스는 이 음반의 작곡 과정에 비교적 적게 참여했으며, 유일하게 작사·작곡 크레딧을 받은 곡은 이전에 발표된 조나스 브라더스와의 협업곡 〈Before the Storm〉의 라이브 버전이었다.

## 곡 목록
1. Kicking and Screaming - 2:58
2. Party in the U.S.A. - 3:22
3. When I Look at You - 4:08
4. The Time of Our Lives - 3:32
5. Talk Is Cheap - 3:40
6. Obsessed - 4:03
7. Before the Storm (Live) (featuring Jonas Brothers) - 4:35

## 인증
| 국가                                                                                         | 인증        | 판매량/출하량 |
| -------------------------------------------------------------------------------------------- | ----------- | ------------- |
| 오스트레일리아 (ARIA)                                                                        | 골드        | 35,000^       |
| 오스트리아 (IFPI 오스트리아)                                                                 | 골드        | 10,000*       |
| 덴마크 (IFPI Danmark)                                                                        | 골드        | 10,000        |
| 프랑스 (SNEP)                                                                                | 골드        | 50,000*       |
| 독일 (BVMI)                                                                                  | 골드        | 100,000^      |
| 헝가리 (MAHASZ)                                                                              | 골드        | 3,000^        |
| 아일랜드 (IRMA)                                                                              | 플래티넘    | 15,000^       |
| 뉴질랜드 (RMNZ)                                                                              | 2× 플래티넘 | 30,000        |
| 싱가포르 (RIAS)                                                                              | 골드        | 5,000*        |
| 스페인 (PROMUSICAE)                                                                          | 플래티넘    | 80,000^       |
| 영국 (BPI)                                                                                   | 골드        | 100,000^      |
| 미국 (RIAA)                                                                                  | 3× 플래티넘 | 3,000,000     |
| *판매량을 기반으로 한 인증 · ^출하량을 기반으로 한 인증 · 판매량+스트리밍을 기반으로 한 인증 |             |               |